# Sakai (Ibaraki)
Sakai (jap. 境町 Sakai-machi) – miasto w Japonii, na wyspie Honsiu, w prefekturze Ibaraki. Według danych na rok 2020 miejscowość zamieszkiwało 24 201 mieszkańców , a gęstość zaludnienia wyniosła 519,4 os./km².